# Neotama mexicana
Espèce
Synonymes
- Hersilia mexicana O. Pickard-Cambridge, 1893
- Tama guyanensis Mello-Leitão, 1948

Neotama mexicana est une espèce d'araignées aranéomorphes de la famille des Hersiliidae.

## Distribution
Cette espèce se rencontre des États-Unis au Pérou et au Guyana.

## Description
Le mâle décrit par Rheims et Brescovit en 2004 mesure 7,30 mm et la femelle 7,20 mm.

## Publication originale
- O. Pickard-Cambridge, 1893 : Arachnida. Araneidea. Biologia Centrali-Americana, Zoology. London, vol. 1: p. 105-120 (texte intégral).